# Merreter 51

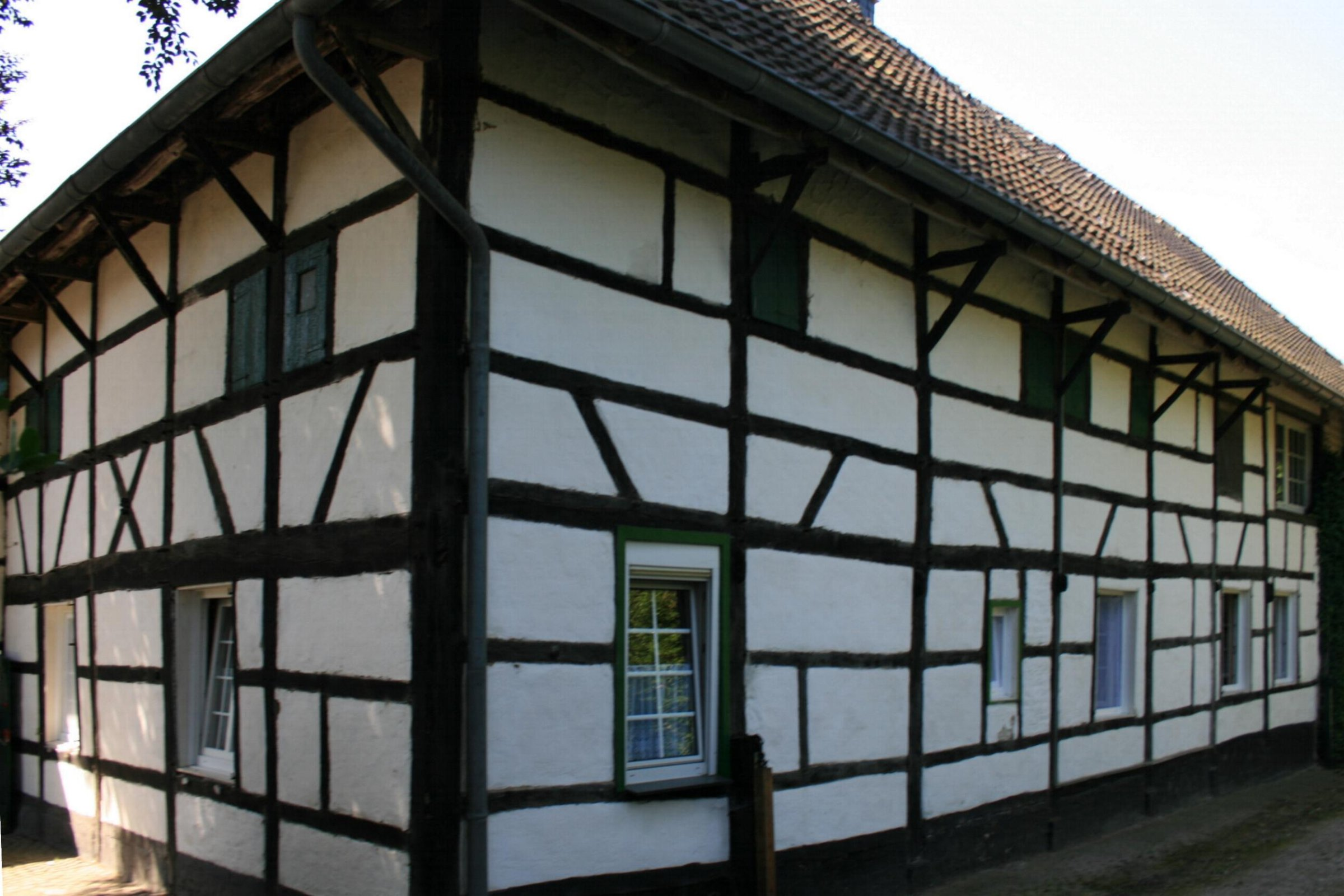
Fachwerkhofanlage (2010)

Die Fachwerkhofanlage Merreter 51 ist ein Baudenkmal im Ortsteil Merreter der Stadt Mönchengladbach (Nordrhein-Westfalen). Das Gebäude wurde Ende des 19. Jahrhunderts erbaut. Es wurde unter Nr. M 048 am 22. November 1990 in die Denkmalliste der Stadt Mönchengladbach eingetragen.

## Lage
Die Hofanlage liegt in Merreter im Südwesten von Rheindahlen, zwischen der von Sittard nach Genhausen führenden Straße und dem Gripekovener Bruch des Mühlenbaches.

## Architektur
Das als Kamphof bezeichnete Anwesen bildet eine vierflügelige, geschlossene Fachwerkhofanlage. Das im Norden gelegene Wohnhaus steht giebelständig zur Straße, an diesen Bauteil schließt sich straßenparallel ein Fachwerktorbau an. Die Südostseite des Innenhofes ist begrenzt durch eine große, quererschlossene Fachwerkscheune. Die Südwestseite wird durch einen Anbau geschlossen.
Bestandteile des Denkmals sind ebenso der Bauerngarten, die den Garten und die Zufahrt einfassenden Hecken, die Obstwiese und der alte Baumbestand (Walnuss, Blutbuche, Linde). Die Hofanlage und die Landschaftsbestandteile bilden ein historisch und funktional gewachsenes, ländlich geprägtes Ensemble von hohem Zeugniswert, das die früher übliche Einbindung in die Flur bzw. in den Bruchwald des Mühlenbaches exemplarisch bewahrt hat.

### Wohnhaus
Zweigeschossiges Wohnspeicherhaus in Ständerbauweise mit durchgezapften Ankerbalken im Erdgeschoss und Obergeschoss; sieben Gefache lang und fünf Gefache tief; das siebte Gefach im Westen ehemals als Abseite ausgebildet, später aufgestockt und vermutlich bis in die Dachzone hinein erneuert. Die Ständer stehen auf Solitärsteinen, im Sockelbereich sind die Gefache mit Backsteinen ausgefacht, die übrigen liegenden Gefache mit Lehmstakenwerk. An der Giebelseite trennt ein sehr stark dimensionierter Binder die beiden Geschosse; im Obergeschoss kurze Streben. Zahlreiche Fenster in Originalgröße, z. T. aber auch modern erneuert, ebenso die hofseitige Zugangstür. Walmdach an der Hofseite über von Kopfbändern gestützte Kragbalken weit vorkragend; Fußpfette erneuert. Ziegeleindeckung.

### Quertennenscheune
Parallel zum Wohnhaus und den Innenhof nach Südosten abschließend, z. T. – die alten Konstruktionsprinzipien aufgreifend – instand gesetzt. Ständerbau mit durchgezapften Ankerbalken, sieben Gefache lang; im Süden mit Kuhstall. Großes, zweiflügeliges und im unteren Drittel quergeteiltes Scheunentor; Satteldach mit Hohlpfanneneindeckung.

### Torhaus
Das Torhaus ist ein zweigeschossiger Fachwerktorbau, im Erdgeschoss z. T. aus Backsteinen bestehend und an der Außenseite mit aufgemaltem Fachwerk. Im Obergeschoss Speicherraum. Zweiflügeliges Hoftor; Walmdach mit Hohlpfannendeckung. Zwischen Torhaus und Wohnhaus befindet sich ein eingeschossiger Fachwerkbauteil mit zwei Türöffnungen, dessen Türblätter vermutlich aus dem 18. Jahrhundert stammen.